# Bruno Moraes
Bruno dos Santos Moraes (Santos, Brasil, 7 de julio de 1984), futbolista brasilero. Juega de delantero y su actual equipo es el União Leiria de la BWINLIGA de Portugal. 

## Clubes
| Club                         | País     | Año       |
| ---------------------------- | -------- | --------- |
| Santos FC                    | Brasil   | 2002-2003 |
| FC Porto                     | Portugal | 2003-2004 |
| Vitória Setúbal              | Portugal | 2004-2005 |
| FC Porto                     | Portugal | 2005-2007 |
| Vitória Setúbal              | Portugal | 2008      |
| FC Porto                     | Portugal | 2008-2009 |
| Rio Ave FC                   | Portugal | 2010      |
| Gloria Bistrița              | Rumania  | 2010      |
| Associação Naval 1.º de Maio | Portugal | 2011      |
| União Leiria                 | Portugal | 2011-     |

## Palmarés

### Campeonatos nacionales
| Título           | Club            | País     | Año  |
| ---------------- | --------------- | -------- | ---- |
| BWINLIGA         | FC Porto        | Portugal | 2004 |
| Copa de Portugal | Vitória Setúbal | Portugal | 2005 |
| BWINLIGA         | FC Porto        | Portugal | 2007 |